# ديفيد فرنانديز دومينغو
ديفيد فرنانديز دومينغو (بالإسبانية: David Fernández Domingo)‏ هو دراج إسباني، ولد في 16 فبراير 1977 في فيلاسونيجوس في إسبانيا.

## وصلات خارجية
- ديفيد فرنانديز دومينغو على موقع الاتحاد الدولي للدراجات (الإنجليزية)
- ديفيد فرنانديز دومينغو على موقع أرشيف الدراجات (الإنجليزية)
- ديفيد فرنانديز دومينغو على موقع إحصائيات الدراجات الإحترافية (الإنجليزية)